# بليد كيمري
بلاد كيمري أو بلايد كيمرو أو حزب ويلز  (الإنجليزية: /plaɪd ˈkʌmri/ PLYDE-_-KUM-ree; الويلزية: [plaid ˈkəmri], ت.ح. 'Party of Wales' حزب ويلز) (بالإنجليزية: Plaid Cymru) (رسميًا Plaid Cymru - حزب ويلز وغالبًا ما يشار إليه ببساطة باسم Plaid) هو حزب سياسي قومي ويلزي من يساري وسطي إلى يساري في ويلز ملتزم باستقلال ويلز عن المملكة المتحدة. يخوض الحزب حملته الانتخابية على أساس الديمقراطية الاجتماعية والقومية المدنية. والحزب مؤيد قوي للاتحاد الأوروبي وهو عضو في التحالف الحر الأوروبي. ويشغل الحزب 4 من 32 مقعدًا ويلزيًا في برلمان المملكة المتحدة، و12 من 60 مقعدًا في مجلس الشيوخ، و202 من 1231 من أعضاء المجالس المحلية الرئيسية. تأسس الحزب الوطني الويلزي في عام 1925 تحت اسم الحزب الوطني الويلزي وفاز جوينفور إيفانز بأول مقعد في وستمنستر للحزب في الانتخابات الفرعية في كارمارثين عام 1966.
في عام 1999 في أول انتخابات للجمعية الويلزية المفوضة اكتسب حزب بليد كيمرو أرضًا كبيرة في المناطق التي كانت تقليديًا معقلًا لحزب العمال. وقد كانت هذه الإنجازات جزءًا من الهدف المتعمد للفوز بمزيد من المقاعد في الوديان الويلزية وشمال شرق ويلز وهو الذي لا يزال طموحًا حتى اليوم. كما كان الحزب في الغالب في المعارضة في مجلس الشيوخ. وعلى الرغم من أن الحزب كان تحت قيادة يوان وين جونز إلا أنه كان جزءًا من ائتلاف كشريك صغير مع حزب العمال الويلزي (انظر: حكومة ويلز الواحدة وحكومة مورجان وحكومة جونز) بين عامي 2007 و2011. حيث أصبح وين جونز نائبًا للوزير الأول ووزيرًا للاقتصاد والنقل وكان أعضاء آخرون في جمعية بلايد كيمرو أيضًا جزءًا من الحكومة.
بعد الخسائر في انتخابات الجمعية عام 2011 والتراجع إلى المركز الثالث من حيث الحجم تنحى وين جونز عن منصبه. وقد خلفته ليان وود. أما في انتخابات الجمعية لعام 2016 فقد تمكنت وود من الفوز بمقعد دائرتها الانتخابية روندا مما يعني أن الحزب حصل على مقعد واحد وأصبح المعارضة الرسمية مرة أخرى وإن كان لفترة وجيزة فقط. وفي عام 2018 وبعد ضغوط داخلية ومنافسة على القيادة هزم آدم برايس وود وانتخب زعيمًا جديدًا. وفي أعقاب انتخابات سينييد لعام 2021 أبرم حزب بلايد اتفاقية تعاون مع حكومة حزب العمال الويلزية. وفي مايو 2023 استقال برايس من منصبه كزعيم بعد نشر تقرير يوضح إخفاقات الحزب في منع التحرش الجنسي والتنمر. حيث في يونيو 2023 تم انتخاب رون أب إيورويرث دون معارضة كزعيم. وفاز الحزب بالمركز الثاني من حيث عدد المقاعد في ويلز في الانتخابات العامة لعام 2024 وفاز بكلا المقعدين المستهدفين.

## الأهداف
في سبتمبر/أيلول 2008 أوضحت إحدى كبار أعضاء جمعية حزب بليد دعم حزبها المستمر لويلز المستقلة. وأخبرت وزيرة الشؤون الريفية الويلزية آنذاك إلين جونز المندوبين في المؤتمر السنوي لحزب بلايد في أبيريستويث أن الحزب سيواصل التزامه بالاستقلال في ظل الائتلاف مع حزب العمال الويلزي.
وفي عام 2014 تضمن النظام الأساسي للحزب الأهداف التالية:
- تأمين استقلال ويلز في أوروبا
- الرخاء الاقتصادي والعدالة الاجتماعية والبيئة الطبيعية الصحية مع الاشتراكية اللامركزية
- مجتمع وطني يتمتع بالمواطنة المتساوية واحترام التنوع
- تطوير مجتمع ثنائي اللغة
- الترويج لويلز على مستوى العالم والحصول على عضوية الأمم المتحدة[50]

ففي حين تظل ويلز جزءًا من المملكة المتحدة يريد حزب بلايد كيمرو أن يرى صلاحيات إضافية من حكومة المملكة المتحدة إلى ويلز بما في ذلك: صلاحيات البث والاتصالات وتفويض ملكية التاج والرعاية الاجتماعية والسكك الحديدية.
يعارض الحزب الطاقة النووية والأسلحة النووية (بما في ذلك برنامج الأسلحة النووية ترايدنت في المملكة المتحدة).
ويؤيد الحزب أيضًا خفض سن التصويت إلى 16 عامًا. وقد تم بالفعل تخفيض سن التصويت ليشمل الأشخاص الذين تتراوح أعمارهم بين 16 و17 عامًا لكل من انتخابات مجلس الشيوخ والانتخابات المحلية في ويلز منذ عام 2020، ولكن ليس للانتخابات العامة في المملكة المتحدة أو انتخابات مفوض الشرطة والجريمة: حيث أن 18 عامًا هو الحد الأدنى لسن التصويت لكلا الانتخابات.
كما يدعم حزب بلايد كيمرو جعل الرعاية الاجتماعية "مجانية عند الحاجة".
أما في عام 2022 فتضمنت سياسات حزب بلايد كيمرو المدرجة في اتفاقية التعاون مع حزب العمال الويلزي ما يلي:
- وجبات مدرسية مجانية لجميع أطفال المدارس الابتدائية
- رعاية أطفال مجانية لجميع الأطفال بعمر عامين
- الالتزام بالتعامل مع منازل ثانية
- إنشاء خدمة رعاية وطنية
- إصلاحات سيند طويلة المدى
- إصلاح ضريبة المجلس
- زيادة الاستثمار في الدفاع ضد الفيضانات والوقاية منها[64]

## التاريخ

### البدايات
في حين أن حزب العمال والحزب الليبرالي في أوائل القرن العشرين قد استوعبا المطالب المتعلقة بالحكم الذاتي الويلزي، إلا أنه لم يكن هناك حزب سياسي موجود لغرض إنشاء حكومة ويلزية. بلايد جيندليثول كيمرو (بالويلزية تعني "الحزب الوطني في ويلز") تم تشكيلها في 5 أغسطس 1925 على يد موسى جروفيد وإتش آر جونز ولويس فالنتين أعضاء بيدين يمريولوير كمري (بالويلزية تعني "جيش الحكم الذاتي في ويلز"؛ ت.ح. 'جيش الحكم الذاتي في ويلز')؛ وفريد جونز سوندرز لويس من واي موياد سيمريج (بالويلزية تعني "الحركة الويلزية") ود. إدموند ويليامز. في البداية لم يكن الحكم الذاتي لويلز هدفًا صريحًا للحركة الجديدة فقد كان الحفاظ على اللغة الويلزية هي الأولوية بهدف جعل اللغة الويلزية اللغة الرسمية الوحيدة في ويلز.
في الانتخابات العامة لعام 1929 تنافس الحزب في دائرته البرلمانية الأولى كارنارفونشاير وحصل على 609 أصوات أو 1.6% من الأصوات لهذا المقعد. ولم يشارك الحزب في مثل هذه الانتخابات إلا قليلًا في سنواته الأولى ويرجع ذلك جزئيًا إلى تردده تجاه سياسة وستمنستر. وفي الواقع عرض المرشح لويس فالنتين أول رئيس للحزب نفسه في كارنارفونشاير على منصة لإظهار رفض الشعب الويلزي للهيمنة الإنجليزية.

### ثلاثينيات القرن العشرين
بحلول عام 1932 أضيفت أهداف الحكم الذاتي والتمثيل الويلزي في عصبة الأمم إلى هدف الحفاظ على اللغة والثقافة الويلزية. ومع ذلك فإن هذه الخطوة ومحاولات الحزب المبكرة لتطوير نقد اقتصادي لم تنجح في توسيع جاذبيتها إلى ما هو أبعد من مجرد مجموعة ضغط لغوية ويلزية محافظة فكريًا واجتماعيًا. إن التعاطف المزعوم من جانب أعضاء الحزب البارزين (بما في ذلك الرئيس سوندرز لويس) تجاه الأنظمة الشمولية في أوروبا أدى إلى إضعاف جاذبيته المبكرة بشكل أكبر.
أشعل سوندرز لويس وديفيد جون ويليامز ولويس فالنتين النار في قاعدة بينبيرث الجوية التابعة لسلاح الجو الملكي البريطاني والتي تم بناؤها حديثًا في شبه جزيرة لون في غوينيد عام 1936 احتجاجًا على موقعها في قلب المنطقة الناطقة باللغة الويلزية. وقد أدت معاملة الزعماء بما في ذلك رفض قاضي المحاكمة استخدام اللغة الويلزية وسجنهم لاحقًا في سجن وورموود سكربس إلى أن يصبح "الثلاثة" قضية مشهورة. وقد أدى هذا إلى تعزيز مكانة الحزب بشكل كبير وتضاعف عدد أعضائه إلى ما يقرب من 2000 بحلول عام 1939.

### أربعينيات القرن العشرين
أثار موقف بينبيرث والحزب المحايد أثناء الحرب العالمية الثانية مخاوف داخل حكومة المملكة المتحدة من أن تستخدمه ألمانيا لإدخال جواسيس أو تنفيذ عمليات سرية أخرى. في الواقع تبنى الحزب موقفًا محايدًا وحث (مع نجاح محدود فقط) على الاعتراض الضميري على الخدمة الحربية.
في عام 1943 تنافس سوندرز لويس على مقعد جامعة ويلز البرلماني في انتخابات فرعية وحصل على 1330 صوتًا أو 22%. أما في الانتخابات العامة لعام 1945 عندما بلغ عدد أعضاء الحزب نحو 2500 تنافس حزب بلايد كيمرو على سبعة مقاعد وهو نفس عدد المقاعد التي تنافس عليها في العشرين عامًا السابقة بما في ذلك الدوائر الانتخابية في جنوب ويلز لأول مرة. وفي هذا الوقت تم انتخاب جوينفور إيفانز رئيسًا.

### خمسينيات القرن العشرين
وتزامنت رئاسة جوينفور إيفانز مع نضوج حزب بلايد كيمرو (كما بدأ الآن يشير إلى نفسه) وتحوله إلى حزب سياسي أكثر شهرة. وارتفعت حصتها من الأصوات من 0.7% في الانتخابات العامة عام 1951 إلى 3.1% في عام 1955 و5.2% في عام 1959. وفي انتخابات عام 1959 تنافس الحزب على أغلبية المقاعد الويلزية لأول مرة. وقد لعبت المقترحات الخاصة بإغراق قرية كابيل سيلين في وادي تريورين في غوينيد في عام 1957 لتزويد مدينة ليفربول بالمياه دورًا في نمو حزب بلايد كيمرو. حيث إن حقيقة أن مشروع القانون البرلماني الذي يجيز بناء السد قد مر دون دعم من أي من أعضاء البرلمان الويلزي أظهرت أن أصوات أعضاء البرلمان في وستمنستر لم تكن كافية لمنع تمرير مثل هذه المشاريع.

### ستينيات القرن العشرين
انخفض الدعم للحزب بشكل طفيف في أوائل الستينيات وخاصة عندما بدأ الدعم للحزب الليبرالي يستقر بعد تراجعه الطويل الأمد. وفي عام 1962 ألقى سوندرز لويس محاضرة إذاعية بعنوان "مصير اللغة" حيث تنبأ بانقراض اللغة الويلزية ما لم يتم اتخاذ أي إجراء. وأدى ذلك إلى تشكيل سيمديثاس يير ايث جيمريج (جمعية اللغة الويلزية) في نفس العام.
يبدو أن عودة حزب العمال إلى السلطة في عام 1964 وإنشاء منصب وزير الدولة لشؤون ويلز يمثلان استمرارًا للتطور التدريجي للسياسة الويلزية المميزة، وذلك بعد تعيين الحكومة المحافظة لوزير للشؤون الويلزية في منتصف الخمسينيات وإنشاء كارديف عاصمة لويلز في عام 1955.
ومع ذلك في عام 1966 بعد أقل من أربعة أشهر من حصوله على المركز الثالث في دائرة كارمارثين حصل جوينفور إيفانز على المقعد من حزب العمال في انتخابات فرعية. وقد تبع ذلك إجراء انتخابات فرعية أخرى في روندا ويست عام 1967 وكايرفيلي عام 1968 حيث حقق الحزب تحولات هائلة بلغت 30% و40% على التوالي وكاد أن يحقق النصر. وكانت النتائج ناجمة جزئيا عن ردة فعل معادية لحزب العمال. لقد تحطمت التوقعات في مجتمعات تعدين الفحم بأن حكومة ويلسون سوف توقف الانحدار الطويل الأمد في صناعتهم بسبب المراجعة الهبوطية الكبيرة لتقديرات إنتاج الفحم. ومع ذلك وخاصة في كارمارثين نجح بلايد أيضًا في تصوير سياسات حزب العمال باعتبارها تهديدًا لقابلية المجتمعات الويلزية الصغيرة للحياة.

### سبعينيات القرن العشرين
في الانتخابات العامة عام 1970 تنافس حزب بلايد كيمرو على كل المقاعد في ويلز لأول مرة وارتفعت حصته من الأصوات من 4.5% في عام 1966 إلى 11.5%. وخسر جوينفور إيفانز مقعد كارمارثين أمام حزب العمال لكنه استعاد المقعد في أكتوبر 1974، وفي ذلك الوقت كان الحزب قد حصل على اثنين من أعضاء البرلمان الآخرين يمثلون دوائر كارنارفون وميريونيثشاير.
دفع ظهور حزب بليد كمرو (إلى جانب الحزب الوطني الاسكتلندي) حكومة ويلسون إلى إنشاء لجنة كيلبرندون بشأن الدستور. ومع ذلك هُزِمت المقترحات اللاحقة لتشكيل جمعية ويلزية بشدة في استفتاء عام 1979. وعلى الرغم من تردد حزب بليد كمرو تجاه الحكم الذاتي (على النقيض من الاستقلال التام) فإن نتيجة الاستفتاء دفعت العديد من أعضاء الحزب إلى التشكيك في اتجاهه.
خاض بليد حملة من أجل الخروج من السوق المشتركة في استفتاء عام 1975 معتقدًا أن سياسات المساعدات الإقليمية التي تنتهجها المجموعة الأوروبية من شأنها "أن توفق بين أماكن مثل ويلز وموقفها التابع". ومع ذلك صوت 65% من الناخبين الويلزيين للبقاء في الاتحاد الأوروبي خلال استفتاء عام 1975. كما تم دمج الجماعة الأوروبية في الاتحاد الأوروبي في عام 1993.
في الانتخابات العامة لعام 1979 انخفضت حصة الحزب من الأصوات من 10.8% إلى 8.1% وخسر حزب العمال مقاطعة كارمارثين مرة أخرى على الرغم من سيطرة الحزب على كارنارفون وميريونيثشاير.

### ثمانينيات القرن العشرين
خلف نائب كارنارفون دافيد ويجلي جوينفور إيفانز كرئيس في عام 1981 وورث حزبًا كانت معنوياته في أدنى مستوياتها على الإطلاق. وفي عام 1981 تبنى الحزب سياسة "الاشتراكية المجتمعية". بينما شرع الحزب في مراجعة واسعة النطاق لأولوياته وأهدافه خاضت جوينفور إيفانز حملة ناجحة (بما في ذلك التهديد بالإضراب عن الطعام) لإلزام الحكومة المحافظة بالوفاء بوعدها بإنشاء أس4سي وهي محطة تلفزيونية باللغة الويلزية. أما في عام 1984 انتخب دافيد إليس توماس رئيسًا بعد هزيمة دافيد إيفان وهي الخطوة التي أدت إلى تحول الحزب إلى اليسار. كما استولى إيوان وين جونز (زعيم بلايد كيمرو لاحقًا) على ينيس مون من المحافظين في عام 1987. وفي عام 1989 تولى دافيد ويجلي مرة أخرى رئاسة الحزب.

### تسعينيات القرن العشرين
في الانتخابات العامة عام 1992 أضاف الحزب نائباً رابعاً وهو سينوج دافيس عندما حصل على منطقة سيريديجون وبمبروك نورث من الديمقراطيين الليبراليين. وقد حظي دافيس بتأييد الفرع المحلي للحزب الأخضر. وارتفعت حصة الحزب من الأصوات إلى 9.9% في الانتخابات العامة عام 1997.
ففي عام 1997 وبعد انتخاب حكومة عمالية ملتزمة بنقل السلطة إلى ويلز، تم إجراء استفتاء آخر بفارق ضئيل مما أدى إلى تأسيس الجمعية الوطنية لويلز. كما أصبح حزب بليد كيمرو المعارضة الرئيسية لحزب العمال الحاكم، حيث حصل على 17 مقعدًا مقابل 28 مقعدًا لحزب العمال. وبذلك بدا الأمر كما لو أنه تمكن من الخروج من قلب منطقة الريف الناطقة باللغة الويلزية وحصل على مقاعد في مناطق حزب العمال القوية تقليديا في جنوب ويلز الصناعية.
وقبيل انتخابات الجمعية الوطنية الويلزية عام 1999 تخلى حزب بليد كيمرو عن سياسته المتعلقة باستقلال ويلز لصالح الاستمرار في العضوية في الاتحاد الأوروبي. وقد تم إجراء هذه التغييرات في السياسة بسبب الاعتقاد بأن الناخبين في ويلز لم ينظروا إلى الاستقلال باعتباره قضية مهمة. كما اعتمدت أيضًا الديمقراطية الاجتماعية في سياستها الاقتصادية في محاولة لإضعاف حزب العمال. وقد تم استخدام هذه التغييرات في السياسة لتفسير النجاح الانتخابي اللاحق الذي حققه الحزب في معقل حزب العمال التقليدي في جنوب شرق ويلز.

### عصر الجمعية / سينيد

#### الجمعية الوطنية الأولى (1999-2003)
في انتخابات عام 1999 حصل حزب بلايد كيمرو على مقاعد في مناطق العمال التقليدية مثل روندا وإسلوين ولانيللي محققًا بذلك أعلى حصة له من الأصوات في أي انتخابات على مستوى ويلز. في حين اعتبر حزب بليد كمرو نفسه المستفيد الطبيعي من اللامركزية فإن آخرين أرجعوا أداءه إلى حد كبير إلى المحن التي مر بها حزب العمال. كما أن الذي أُجبر ترشيحه لمنصب السكرتير الأول للجمعية رون ديفيز على التنحي عن منصبه في فضيحة جنسية مزعومة. فلقد أدت معركة الزعامة التي تلت ذلك والتي فاز بها آلون مايكل إلى إلحاق ضرر كبير بحزب العمال، وبالتالي ساعدت حزب بليد كيمرو الذي كان زعيمه هو دافيد ويجلي الأكثر شعبية وأعلى مكانة. وقد بدا أن القيادة الوطنية لحزب العمال في المملكة المتحدة تتدخل في المنافسة وتنكر فوز رودري مورجان الشعبي. وبعد أقل من شهرين في انتخابات البرلمان الأوروبي تراجع دعم حزب العمال أكثر، ووصل حزب بليد كيمرو إلى 2.5% من تحقيق أكبر حصة من الأصوات في ويلز. وفي ظل النظام الجديد للتمثيل النسبي حصل الحزب أيضًا على عضوين في البرلمان الأوروبي.
وبعد ذلك بدأ حزب بليد كيمرو يعاني من مشاكل سياسية خاصة به. واستقال دافيد ويجلي مشيرًا إلى مشاكل صحية ولكن وسط شائعات عن مؤامرة ضده. وواجه خليفته يوان وين جونز صعوبة في فرض سلطته، وخاصة فيما يتعلق بالتصريحات المثيرة للجدل التي أدلى بها أحد أعضاء المجلس سيمون جلين. وفي الوقت نفسه تم استبدال زعيم حزب العمال ورئيس الوزراء آلون مايكل برودري مورغان.
في الانتخابات العامة لعام 2001 وعلى الرغم من أن حزب بلايد كيمرو سجل أعلى نسبة تصويت له على الإطلاق في انتخابات عامة والتي بلغت 14.3%، فقد خسر الحزب مقعد وين جونز السابق في ينيس مون لصالح ألبرت أوين على الرغم من أنه حصل على كارمارثين إيست ودينفور حيث انتخب فيها آدم برايس.

#### الجمعية الوطنية الثانية (2003-2007)
شهدت انتخابات الجمعية في مايو/أيار 2003 انخفاض تمثيل الحزب من 17 إلى 12 مع تراجع المقاعد التي حصل عليها في انتخابات عام 1999 مرة أخرى إلى حزب العمال، وانخفضت حصة الحزب من الأصوات إلى 21%. حيث ظل حزب بلايد كيمرو بفارق ضئيل ثاني أكبر حزب في الجمعية الوطنية متقدما على حزب المحافظين والديمقراطيين الليبراليين وحزب ويلز إلى الأمام.
وفي 15 سبتمبر 2003 تم انتخاب المغني الشعبي وعضو مجلس المقاطعة دافيد إيوان رئيسًا لبلايد سيمرو. كما أعيد انتخاب يوان وين جونز الذي استقال من منصبه المزدوج كرئيس وزعيم لمجموعة الجمعية في أعقاب الخسائر في انتخابات الجمعية عام 2003 في المنصب الأخير. وظل إلفين لويد زعيم بلايد كيمرو في برلمان وستمنستر. وفي عهد رئاسة إيفان تبنى الحزب رسميًا سياسة استقلال ويلز داخل أوروبا. حيث كان حزب بلايد كيمرو يدعم تاريخيًا استقلال ويلز لكنه تخلى عن هذه السياسة قبل الانتخابات اللامركزية عام 1999.
وشهدت الانتخابات المحلية لعام 2004 خسارة الحزب للسيطرة على المجلسين في جنوب ويلز اللذين حصل عليهما في عام 1999 روندا سينون تاف وكايرفيلي مع احتفاظه بمعقله في جوينيد في الشمال الغربي. كما مكنت النتائج الحزب من المطالبة بعدد أكبر من المستشارين من الأقليات العرقية مقارنة بجميع الأحزاب السياسية الأخرى في ويلز مجتمعة، إلى جانب المكاسب في السلطات مثل كارديف وسوانسي حيث كان تمثيل حزب بلايد كيمرو ضئيلاً. وفي انتخابات البرلمان الأوروبي في العام نفسه انخفضت حصة الحزب من الأصوات إلى 17.4% وأدى انخفاض عدد أعضاء البرلمان الأوروبي الويلزيين إلى تقليص تمثيله إلى عضو واحد.
في الانتخابات العامة التي جرت في 5 مايو 2005 خسر حزب بلايد كيمرو مقعد سيريديجون أمام الديمقراطيين الليبراليين؛ وكانت هذه النتيجة مخيبة للآمال بالنسبة لحزب بلايد الذي كان يأمل في الحصول على مقعد إينيس مون. وبناء على ذلك انخفض تمثيل حزب بليد كيمرو في البرلمان إلى ثلاثة مقاعد وهو أدنى عدد للحزب منذ عام 1992. وانخفضت حصة الحزب من الأصوات إلى 12.6%.
منذ إصلاح حزب بلايد جيندليثول كمرو إلى "بلايد كمرو" في عام 1933 كان الشعار الذي يمثل الحزب هو "القبيلة" الخضراء (ثلاث قمم) والتي تمثل رمزيًا الأهداف الثلاثة الرئيسية لبلايد: الحكم الذاتي والازدهار الثقافي والازدهار الاقتصادي "المرتكزة على أساس الهوية والتاريخ الويلزيين اللذين يمثلان المناظر الطبيعية الويلزية المرتفعة" حيث تغير الشعار في المراحل المتأخرة من القرن العشرين ليشمل التنين الأحمر لويلز إلا أن هذا الإصدار لم يدم طويلًا. وفي عام 2006 صوت الحزب على تعديلات دستورية لتعيين زعيم الحزب في الجمعية رسميًا كزعيم عام للحزب مع استعادة يوان وين جونز للقيادة الكاملة وأصبح دافيد إيفان رئيسًا للجناح التطوعي للحزب. وقد كشف الحزب عن تغيير جذري في صورته في عام 2006. وفي ذلك العام اختار الحزب استخدام "بلايد" كاسم للحزب على الرغم من أن "بلايد كيمرو - حزب ويلز" سيظل هو اللقب الرسمي. وسوف يتخلى بلايد عن القبائل (باستثناء البضائع) ويتبنى الخشخاش الويلزي الأصفر (ميكونوبسيس كامبريكا).

#### الجمعية الوطنية الثالثة (2007-2011)
في انتخابات الجمعية الوطنية في 3 مايو 2007 زاد حزب بلايد كيمرو عدد مقاعده من 12 إلى 15 واستعاد مقاطعة لانيلي وحصل على مقعد إضافي في القائمة وفاز بالدائرة الانتخابية التي تم إنشاؤها حديثًا أبركونوي. وشهدت انتخابات عام 2007 أيضًا فوز محمد أصغر من حزب بلايد كيمرو ليصبح أول مرشح من أقلية عرقية يتم انتخابه للجمعية الويلزية. وارتفعت حصة الحزب من الأصوات إلى 22.4%.
بعد أسابيع من المفاوضات التي شاركت فيها الأحزاب الأربعة في الجمعية اتفق حزبا بليد كيمرو وحزب العمال على تشكيل حكومة ائتلافية. وتضمن برنامجهم المتفق عليه " ويلز واحدة " التزامًا من كلا الحزبين بالقيام بحملة من أجل التصويت بنعم في استفتاء على الصلاحيات التشريعية الكاملة للجمعية والذي سيعقد في الوقت الذي تختاره حكومة الجمعية الويلزية. وقد تم تأكيد تعيين يوان وين جونز لاحقًا نائبًا أول لوزير ويلز ووزيرًا للاقتصاد والنقل. وتم تعيين رودري جلين توماس وزيراً للتراث. ثم تنحى عن منصبه وتولى آلون فريد جونز المنصب. وتم تعيين إيلين جونز عضو مجلس العموم عن دائرة سيريديجون في وزارة الشؤون الريفية في الحكومة الجديدة المكونة من 10 أعضاء. وأصبحت جوسلين ديفيز نائبة لوزير الإسكان ثم وزيرة التجديد لاحقًا.
في الانتخابات العامة لعام 2010 أعاد حزب بلايد ثلاثة نواب إلى وستمنستر. لقد شاركوا في الحملة المشتركة بين الأحزاب للتصويت لصالح ويلز في الاستفتاء الذي جرى في مارس/آذار 2011.

#### الجمعية الوطنية الرابعة (2011-2016)
في انتخابات الجمعية الوطنية عام 2011 تراجع حزب بليد من المركز الثاني إلى المركز الثالث حيث تفوق عليه حزب المحافظين الويلزي وخسر نائبة زعيمته هيلين ماري جونز. وأجرى الحزب تحقيقًا في نتيجة الانتخابات. وقد أدى التحقيق الداخلي إلى اعتماد تغييرات واسعة النطاق على دستورها بما في ذلك تبسيط هيكل القيادة.
في مايو 2011 أعلن يوان وين جونز أنه سيتنحى عن منصبه كزعيم خلال النصف الأول من فترة الجمعية. وتم إجراء انتخابات قيادية ترشح لها ثلاثة مرشحين في النهاية: إلين جونز وديفيد إليس توماس وليان وود؛ حيث انسحب سيمون توماس من الترشح قبل الإدلاء بالأصوات.
في 15 مارس 2012 انتخب حزب بلايد كيمرو ليان وود زعيمة جديدة له. حيث حصلت على 55% من الأصوات متفوقة على إلين جونز التي جاءت في المركز الثاني بـ 41%. وكانت وود أول زعيمة للحزب وأول زعيمة لا تتحدث الويلزية بطلاقة. وبعد فترة وجيزة من انتخابها كزعيمة عينت عضو البرلمان السابق آدم برايس لرئاسة لجنة اقتصادية للحزب "تركز على الجمع بين السياسات المصممة خصيصًا من أجل تحويل اقتصادنا". في الأول من مايو 2012 تم التأكيد على أن لين وود لن تأخذ الزيادة في الراتب البالغة 23 ألف جنيه إسترليني التي يتلقاها كل زعيم حزب آخر في الجمعية.
في 12 نوفمبر 2012 أعلنت وود أنها تهدف إلى التخلي عن مقعدها الآمن نسبيًا في القائمة من خلال الفوز بدائرة انتخابية في انتخابات الجمعية الوطنية لعام 2016؛ وأكدت لاحقًا أنها ستخوض الانتخابات في دائرة روندا. وتم اختيار آدم برايس لاحقًا كمرشح للحزب في كارمارثين إيست ودينفور. وقد أكد ليندسي ويتل أنه سيترشح منفردًا في كايرفيلي.
في 20 يونيو 2013 تنحى زعيم الحزب السابق يوان وين جونز عن منصبه كعضو في الجمعية عن دائرة ينيس مون. وتم انتخاب مرشح حزب بلايد كيمرو رون أب إيورويرث كعضو جديد في الجمعية عن الدائرة حيث حصل على 12601 صوتًا (حصة 58%) بأغلبية 9166 صوتًا على مرشح حزب العمال.

#### المجلس الوطني الخامس/ سينيد (2016–2021)
في انتخابات الجمعية الويلزية لعام 2016 حصل حزب بلايد كيمرو على مقعد واحد وأصبح ثاني أكبر حزب في الجمعية وأصبح لفترة وجيزة المعارضة الرسمية للحكومة الويلزية بحصوله على 12 مقعدًا. وبحلول يناير 2018 تم تقليص عدد أعضاء حزب بلايد كامرو إلى عشرة أعضاء في الجمعية وذلك بعد استقالة دافيد إليس توماس في عام 2016 والطرد الدائم لنيل ماك إيفي من مجموعة بلايد في الجمعية في عام 2018.
على الرغم من حملته للخروج في عام 1975 فقد قام بلايد بحملة من أجل التصويت على البقاء في استفتاء عام 2016 على عضوية المملكة المتحدة في الاتحاد الأوروبي، وأنفق 27495 جنيهًا إسترلينيًا على الحملة. وفي الاستفتاء صوتت ويلز بنسبة 52.5% لصالح الخروج. مباشرة بعد الاستفتاء صرحت ليان وود بأن الناخبين "يجب احترامهم" وانتقدت الدعوات لإجراء استفتاء ثانٍ على الاتحاد الأوروبي. كما قام حزب بليد كيمرو في وقت لاحق بتعديل سياسته لدعم تصويت الشعب.
في الانتخابات العامة للمملكة المتحدة عام 2017 شهد حزب بلايد انخفاضًا في تصويته الشعبي لكنه فاز بفارق ضئيل على سيريديجون وشهد أرفون انخفاضًا كبيرًا في الأصوات.
في سبتمبر 2018 فاز آدم برايس بانتخابات قيادة الحزب متغلبًا على لين وود المرشحة الحالية ومنافستها رون أب إيورويرث.
في الانتخابات الفرعية في بريكون ورادنورشاير قرر حزب بلايد كمرو عدم ترشيح أي مرشح ولكن دعم مرشحة الديمقراطيين الليبراليين جين دودز بدلاً من ذلك من أجل تعظيم فرصة فوز مرشح مناهض للخروج البريطاني من الاتحاد الأوروبي.
في الانتخابات العامة للمملكة المتحدة عام 2019 وقف بلايد جانبًا في أربعة مقاعد لدعم مرشحي تحالف "اتحدوا من أجل البقاء". احتفظ حزب بلايد بمقاعده الأربعة لكنه شهد انخفاضًا في تصويته الشعبي.

#### سينيد السادس (2021– )
في الفترة التي سبقت انتخابات سينيد عام 2021 أشارت استطلاعات الرأي إلى أن حزب العمال الويلزي سيفوز بأكبر عدد من المقاعد لكنه لن يحقق الأغلبية الإجمالية. وأشار خبراء استطلاعات الرأي والمعلقون إلى أن النتيجة الأكثر ترجيحًا ستكون ائتلافًا آخر بين حزب العمال وحزب بلايد كيمرو وهو الخيار الذي قال رئيس الوزراء مارك دراكفورد إنه سيكون منفتحًا عليه. كما أصر برايس على أن حزبه لن يكون "الشريك الأصغر" لحزب العمال ولن يعمل مع المحافظين تحت أي ظرف من الظروف. وصرح بأن حزب بلايد سيكون على استعداد للانضمام إلى حزب العمال ولكن فقط إذا كان الحزب الأول هو الحزب الأكبر أو إذا كانت الشراكة متساوية. وقال برايس أيضًا إنه لا يعتبر استقلال ويلز "تشتيتًا أو تجريدًا دستوريًا" بل "ضرورة عملية".
في الانتخابات زاد حزب بلايد إجمالي مقاعده إلى ثلاثة عشر مقعدًا وذلك بزيادة مقعد واحد عن المقاعد الاثني عشر التي فاز بها في عام 2016 لكنه خسر في دوائره الانتخابية المستهدفة وخسر روندا حيث خسرت زعيمته السابقة ليان وود مقعدها أمام حزب العمال. وقال برايس إنه لن يستقيل وقال لقناة آي تي في ويلز: "مهمتي هي القيادة وليس الاستسلام عند الانتكاسة أو خيبة الأمل. مهمتي هي الحفاظ على الأمل - كل هؤلاء الشباب الذين صوتوا لصالح حزب بلايد لأنهم استلهموا من رسالتنا حول الإمكانات التي نعتقد أنها موجودة في ويلز لتوفير مجتمع لائق لشعبنا. أعتقد اعتقادًا راسخًا أننا زرعنا الكثير من البذور في هذه الانتخابات. لقد وضع الكثير من الشباب على وجه الخصوص الذين جاءوا معنا هذه المرة الأساس للمستقبل والذي أعتقد أنه سيعدنا للنمو في السنوات القادمة".
في 22 نوفمبر 2021 وعلى الرغم من تعليقات برايس السابقة حول رفض العمل مع حزب العمال أعلن الطرفان عن اتفاقية تعاون تتكون من ما يقرب من 50 سياسة مختلفة، بما في ذلك توفير وجبات مدرسية مجانية لجميع أطفال المدارس الابتدائية، وإنشاء نظام رعاية وطني مجاني عند نقطة الحاجة وبناء خط سكة حديد بين شمال وجنوب ويلز. لقد وصف برايس الاتفاق بأنه "دفعة أولى للاستقلال" وزعم أن نتائج انتخابات سينيد "أكدت مكانة ويلز كأمة فضولية للاستقلال. فضول من شأنه أن يولد ـ قبل وقت أقرب مما يتصور كثيرون ـ ويلز مستقلة". ثم تابع قائلاً: "لكي تكون ويلز حرة يتعين علينا أولاً أن نكون متحدين. وهذا هو الهدف الذي تسعى اتفاقية التعاون هذه إلى تحقيقه. فهي تطلقنا على مسار نحو ويلز موحدة، وهو المسار الذي سوف نجد فيه قبل وقت أقرب مما نتصور ربما أنه من المريح والطبيعي بل والضروري الانضمام إلى المجتمع العالمي من الدول الطبيعية المستقلة".
وقد تمت المصادقة على اتفاقية التعاون من قبل مؤتمر بلايد حيث صوت لصالحها 94%. وقال برايس "إنها خطوة كبيرة إلى الأمام بالنسبة لويلز وديمقراطيتنا". "إن اتفاقية التعاون ستجلب فوائد فورية وملموسة وطويلة الأجل لشعب ويلز. سيحصل جميع أطفال المدارس الابتدائية الآن على وجبات مدرسية مجانية؛ وستكون هناك رعاية أطفال مجانية لجميع الأطفال الذين تبلغ أعمارهم عامين؛ وإجراءات جذرية لمعالجة أزمة الإسكان. ستكون هناك مدفوعات استقرار لدعم المزارع العائلية؛ واستكشاف مسار متسارع للوصول إلى صافي صفر بحلول عام 2035؛ وإنشاء يني كيمرو - وهي شركة لتوسيع توليد الطاقة المتجددة المملوكة للمجتمع؛ وسينيد جديدة ومُصلحة - أكبر وأكثر تنوعًا ومتوازنة بين الجنسين في القانون. من إطعام أطفالنا إلى رعاية كبار السن هذا هو برنامج بناء الأمة للحكومة والذي سيغير حياة الآلاف من الناس في طول وعرض بلدنا للأفضل. ولن يحدث أي من هذا بدون بلايد كيمرو."
في مايو 2023 أدى نشر تقرير مفصل عن إخفاقات الحزب في منع التحرش الجنسي والتنمر إلى تغطية إعلامية تشير إلى أن برايس وافق على الاستقالة من قيادة الحزب، وأكد برايس ذلك في بيان صدر في 10 مايو. معترفًا بأنه "لم يعد يتمتع بدعم موحد من زملائه" كما صرح برايس أنه سيتنحى رسميًا في بداية الأسبوع التالي بمجرد الانتهاء من عملية انتخاب زعيم مؤقت جديد. في 11 مايو أعلن حزب بلايد كيمرو أن لير جروفيد عضو مجلس الشيوخ عن شمال ويلز سيحل محله كزعيم مؤقت للحزب وأن اللجنة التنفيذية الوطنية ستؤكد ذلك في 13 مايو. وفي 16 يونيو 2023 تم الإعلان عن رون أب إيورويرث كزعيم دائم جديد بعد انتخابه دون معارضة.
في مؤتمر الحزب في أبيريستويث في أكتوبر 2023 قال رون أب إيورويرث إن الحزب "ليس فقط للمتحدثين باللغة الويلزية". وتم الترويج لإنجازات مثل الوجبات المدرسية المجانية مع حكومة دريكفورد.

## لجنة الاستقلال 2020
قبل الانتخابات العامة لعام 2019 أعلن برايس أنه سيشكل لجنة للنظر في جدوى استقلال ويلز، وكيف ستعقد حكومة بلايد استفتاء على الاستقلال. وأصدرت اللجنة بقيادة النائب السابق عن بلايد دويفور ميريونيد إلفين لويد تقريرها في 25 سبتمبر 2020. وأوصت بخمسة أهداف رئيسية لبلايد كيمرو:
- ويقول إن ويلز المستقلة ينبغي أن تسعى للحصول على عضوية الاتحاد الأوروبي، مع خطوة وسيطة محتملة تتمثل في عضوية منطقة التجارة الحرة الأوروبية.
- يوصي بأن تستكشف ويلز علاقة كونفدرالية مع إنجلترا واسكتلندا.
- يقترح تحسينات على عمل الحكومة الويلزية والخدمة المدنية.
- يشير إلى الطريق لصياغة دستور ويلز ويضع إطارًا لمشروع قانون تقرير المصير لدفع عملية الاستقلال إلى الأمام.
- ينبغي للجنة الوطنية القانونية أن توفر لشعب ويلز فهمًا واضحًا للخيار المتاح لمستقبلهم السياسي - بما في ذلك من خلال الجمعيات الوطنية والاستفتاء الأولي لاختبار مجموعة من الخيارات الدستورية.

كما توصي بإجراء استفتاء متعدد الخيارات لقياس وجهات النظر وإقناع حكومة وستمنستر البريطانية بالموافقة على إجراء استفتاء على الخيار المفضل.
وقد لاقى التقرير انتقادات من الديمقراطيين الليبراليين الويلزيين الذين وصفوا التقرير بأنه مزيج من "السياسة المتعصبة" و"اقتصاديات وهمية".
في ديسمبر 2020 صرح برايس أنه سيتم إجراء استفتاء على الاستقلال في الولاية الأولى لحزب بلايد كيمرو إذا فاز الحزب بالأغلبية في انتخابات سينيد 2021.

## أونديب كريديد بلايد كيمرو
أونديب كريديد بلايد كيمرو كريدت يونيون ليمتد هي جمعية تعاونية للادخار والقروض تم إنشاؤها لأعضاء الحزب في عام 1986. يقع مقرها الرئيسي في روث بكارديف، وهي عضو في جمعية اتحادات الائتمان البريطانية المحدودة. حيث يتم ترخيص اتحاد الائتمان من قبل هيئة التنظيم الاحترازي ويتم تنظيمه من قبل هيئة السلوك المالي وهيئة الرقابة الاحترازية. وفي نهاية المطاف وكما هو الحال مع البنوك وجمعيات البناء فإن مدخرات الأعضاء محمية ضد فشل الأعمال من خلال نظام تعويض الخدمات المالية.

## قيادة الحزب
| الاسم والصورة    | مكتب الحزب                    | الدائرة الانتخابية (إن وجد)              | ملحوظات                             |
| ---------------- | ----------------------------- | ---------------------------------------- | ----------------------------------- |
| رون أب إيورويرث  | زعيم مجموعة سينيد وزعيم الحزب | ينيس مون                                 |                                     |
| ليز سافيل روبرتس | قائدة مجموعة وستمنستر         | عضو مجلس النواب عن منطقة دويفور ميريونيد | [ 154 ]                             |
| دافيد ويجلي ‏     | رئيس فخري للحزب منذ عام 2001  | غير متاح                                 | رئيس الحزب السابق عضو مجلس اللوردات |

### القادة
كان يُشار إلى زعيم الحزب باعتباره الرئيس حتى مارس 2000 عندما تم إنشاء دور منفصل للزعيم.
| القائد | القائد                | من             | إلى            |
| ------ | --------------------- | -------------- | -------------- |
| 1      | لويس فالنتين          | 1925           | 1926           |
| 2      | سوندرز لويس           | 1926           | 1939           |
| 3      | جون إدوارد دانيال     | 1939           | 1943           |
| 4      | ابي ويليامز           | 1943           | 1945           |
| 5      | جوينفور إيفانز        | 1 August 1945  | 1981           |
| 6      | دافيد ويجلي           | 1981           | 1984           |
| 7      | دافيد إليس توماس      | 1984           | 1991           |
| (6)    | دافيد ويجلي           | 1991           | 4 أغسطس 2000   |
| 8      | ايوان وين جونز        | 4 أغسطس 2000   | 16 مارس 2012   |
| 9      | ليان وود              | 16 مارس 2012   | 28 سبتمبر 2018 |
| 10     | آدم برايس             | 28 سبتمبر 2018 | 16 مايو 2023   |
| -      | لير جروفيد (بالنيابة) | 16 مايو 2023   | 16 يونيو 2023  |
| 11     | رون أب إيورويرث       | 16 يونيو 2023  | شاغل المنصب    |

### نواب القادة
| نائب القائد | نائب القائد                     | من             | إلى           |
| ----------- | ------------------------------- | -------------- | ------------- |
|             | رودري جلين توماس                | 2003           | 2007          |
|             | ألون فريد جونز                  | 2007           | 2008          |
|             | هيلين ماري جونز                 | 2008           | 2012          |
|             | إلين جونز                       | 17 يوليو 2012  | 2016          |
|             | شاغر                            | 2016           | 2018          |
|             | رون أب إيرويرث ‏ وسيان جوينليان ‏ | 23 أكتوبر 2018 | 27 يونيو 2023 |
|             | ديليث جويل                      | 27 يونيو 2023  | حاضر          |

### الرؤساء التنفيذيون
| الرئيس التنفيذي      | من   | إلى                 |
| -------------------- | ---- | ------------------- |
| دافيد تريستان ديفيز ‏ | 2002 | 2007                |
| جوينليان لانسداون ‏   | 2007 | 2011                |
| روانيد ريتشاردز      | 2011 | 2016                |
| جاريث كلوب           | 2016 | 2020                |
| مارك فيليبس          | 2020 | 2021                |
| كارل هاريس           | 2021 | 2022                |
| أوين روبرتس          | 2023 | لا زال شاغلًا المنصب |

## الممثلون المنتخبون

### مجلس العموم
| اسم              | الدائرة الانتخابية | منذ  | دور المتحدث الرسمي |
| ---------------- | ------------------ | ---- | --- |
| آن ديفيز         | كيرفيردين          | 2024 | وزارة العمل والمعاشات؛ والبيئة والشؤون الريفية؛ والتعليم؛ والنقل؛ والثقافة والإعلام والرياضة                                              |
| لينوس ميديكال    | ينيس مون           | 2024 | وزارة أمن الطاقة وصافي الانبعاثات الصفرية؛ والأعمال والتجارة؛ والإسكان والمجتمعات والحكومة المحلية؛ والصحة؛ والمساواة                     |
| بحيرة بن         | سيريديجون          | 2017 | أمين المجموعة وأمين الصندوق، متحدثًا باسم المجموعة المعنية بوزارة الخزانة، ووزارة الخارجية وشؤون الكومنولث، والعلوم والابتكار والتكنولوجيا |
| ليز سافيل روبرتس | دويفور ميريونيد    | 2015 | مكتب ويلز؛ ووزارة العدل؛ ووزارة الداخلية؛ ومكتب مجلس الوزراء؛ ومكتب النائب العام؛ ووزارة الدفاع                                           |

### سينيد
- لير هوز جروفيد أم أس لمنطقة شمال ويلز الانتخابية
- سيان جوينليان أم أس لأرفون
- رون أب إيرويرث أم أس لـينيس مون
- لوك فليتشر عضو مجلس الشيوخ عن منطقة جنوب ويلز الغربية الانتخابية
- سيفين كامبل عضو مجلس الشيوخ عن منطقة وسط وغرب ويلز الانتخابية
- إلين جونز أم أس في سيريديجون
- ديليث جويل عضو مجلس الشيوخ عن منطقة جنوب ويلز الشرقية الانتخابية
- سيونيد ويليامز عضو مجلس الشيوخ عن منطقة جنوب ويلز الغربية الانتخابية
- آدم برايس أم أس في العلوم لكارمارثين إيست ودينفور
- مابون أب جوينفور أم أس لـ دويفور ميريونيد
- بيريدور أوين جريفثس أم أس لجنوب ويلز الشرقية
- هيلد فيتشان أم أس لجنوب ويلز الوسطى

### المستشارون المحليون
- 202 مستشارًا في الحكومة المحلية.[170] وهم يشكلون جمعية مستشاري حزب بلايد كيمرو.

## التعيينات

### مجلس اللوردات
| اسم                     | تاريخ التكريم |
| ----------------------- | ------------- |
| اللورد ويجلي            | 24 يناير 2011 |
| البارونة سميث من لانفيس | 13 مارس 2024  |

## الأداء الانتخابي

### مجلس العموم
| الانتخابات  | ويلز    | ويلز  | ويلز    | +/– | الحكومة                      |
| الانتخابات  | الأصوات | %     | المقاعد | +/– | الحكومة                      |
| ----------- | ------- | ----- | ------- | --- | ---------------------------- |
| 1929        | 609     | 0.003 | 0 / 36  |     | ــــــــــــــــــــــــــــ |
| 1931        | 2,050   | 0.2   | 0 / 36  |     | ــــــــــــــــــــــــــــ |
| 1935        | 2,534   | 0.3   | 0 / 36  |     | ــــــــــــــــــــــــــــ |
| 1945        | 16,017  | 1.2   | 0 / 36  |     | ــــــــــــــــــــــــــــ |
| 1950        | 17,580  | 1.2   | 0 / 36  |     | ــــــــــــــــــــــــــــ |
| 1951        | 10,920  | 0.7   | 0 / 36  |     | ــــــــــــــــــــــــــــ |
| 1955        | 45,119  | 3.1   | 0 / 36  |     | ــــــــــــــــــــــــــــ |
| 1959        | 77,571  | 5.2   | 0 / 36  |     | ــــــــــــــــــــــــــــ |
| 1964        | 69,507  | 4.8   | 0 / 36  |     | ــــــــــــــــــــــــــــ |
| 1966        | 61,071  | 4.3   | 0 / 36  |     | ــــــــــــــــــــــــــــ |
| 1970        | 175,016 | 11.5  | 0 / 36  |     | ــــــــــــــــــــــــــــ |
| فبراير 1974 | 171,374 | 10.8  | 2 / 36  | ▲ 2 | المعارضة                     |
| أكتوبر 1974 | 166,321 | 10.8  | 3 / 36  | ▲ 1 | المعارضة                     |
| 1979        | 132,544 | 8.1   | 2 / 36  | ▼ 1 | المعارضة                     |
| 1983        | 125,309 | 7.8   | 2 / 38  |     | المعارضة                     |
| 1987        | 123,599 | 7.3   | 3 / 38  | ▲ 1 | المعارضة                     |
| 1992*       | 156,796 | 9.0   | 4 / 38  | ▲ 1 | المعارضة                     |
| 1997        | 161,030 | 9.9   | 4 / 40  |     | المعارضة                     |
| 2001        | 195,893 | 14.3  | 4 / 40  |     | المعارضة                     |
| 2005        | 174,838 | 12.6  | 3 / 40  | ▼ 1 | المعارضة                     |
| 2010        | 165,394 | 11.3  | 3 / 40  |     | المعارضة                     |
| 2015        | 181,694 | 12.1  | 3 / 40  |     | المعارضة                     |
| 2017        | 164,466 | 10.4  | 4 / 40  | ▲ 1 | المعارضة                     |
| 2019        | 153,265 | 9.9   | 4 / 40  |     | المعارضة                     |
| 2024        | 194,811 | 14.8  | 4 / 32  |     | المعارضة                     |

*تم التنافس على ستة مقاعد (بليناو جوينت وسيريديجيون وبيمبروك نورث وإيسلوين ومونماوث ونيوبورت ويست وتورفاين) على تذكرة مشتركة منقوشة من سيمرو/ حزب الخضر.

### الجمعية الوطنية/سينيد
| الانتخابات | الدائرة الانتخابية | الدائرة الانتخابية | الدائرة الانتخابية | اقليمية | اقليمية | اقليمية | مجموع المقاعد | +/– | الحكومة             |
| الانتخابات | الأصوات            | %                  | المقاعد            | الأصوات | %       | المقاعد | مجموع المقاعد | +/– | الحكومة             |
| ---------- | ------------------ | ------------------ | ------------------ | ------- | ------- | ------- | ------------- | --- | ------------------- |
| 1999       | 290,572            | 28.4               | 9 / 40             | 312,048 | 30.6    | 8 / 20  | 17 / 60       |     | المعارضة            |
| 2003       | 180,185            | 21.2               | 5 / 40             | 167,653 | 19.7    | 7 / 20  | 12 / 60       | ▼ 5 | المعارضة            |
| 2007       | 219,121            | 22.4               | 7 / 40             | 204,757 | 21.0    | 8 / 20  | 15 / 60       | ▲ 3 | لاب-بلايد ويلز واحد |
| 2011       | 182,907            | 19.3               | 5 / 40             | 169,799 | 17.9    | 6 / 20  | 11 / 60       | ▼ 4 | المعارضة            |
| 2016       | 209,376            | 20.5               | 6 / 40             | 211,548 | 20.8    | 6 / 20  | 12 / 60       | ▲ 1 | المعارضة            |
| 2021       | 225,376            | 20.3               | 5 / 40             | 230,161 | 20.7    | 8 / 20  | 13 / 60       | ▲ 1 | المعارضة            |

### المجالس المحلية
| الانتخابات | الأصوات | %    | المجالس | +/- | المقاعد     | +/-  |
| ---------- | ------- | ---- | ------- | --- | ----------- | ---- |
| 1995       | 115,900 | 12.5 | 1 / 8   |     | 202 / 1٬272 |      |
| 1999       | 179,212 | 18.2 | 3 / 22  | ▲ 2 | 205 / 1٬270 | ▲ 3  |
| 2004       | 149,352 | 16.4 | 1 / 22  | ▼ 2 | 175 / 1٬263 | ▼ 30 |
| 2008       | 159,847 | 16.8 | 0 / 22  | ▼ 1 | 205 / 1٬270 | ▲ 31 |
| 2012*      | 133,961 | 15.8 | 0 / 22  |     | 158 / 1٬235 | ▼ 41 |
| 2017       | 160,519 | 16.5 | 1 / 22  | ▲ 1 | 208 / 1٬254 | ▲ 33 |
| 2022       | 160,284 | 16.9 | 4 / 22  | ▲ 3 | 202 / 1٬231 | ▼ 6  |

* الأرقام الخاصة بالعام 2012 لا تشمل منطقة أنجليسي حيث تم تأجيل التصويت عليها حتى العام 2013. إن التغييرات في المقاعد والأصوات التي تم عرضها لعام 2012 هي مقارنة مباشرة منذ انتخابات عام 2008 في المجالس الـ 21 التي تم انتخابها (أي باستثناء أنجليسي).
في عام 2008 فاز حزب بلايد بـ 205 مقاعد بما في ذلك ستة مقاعد في أنجليسي. ولأغراض هذا الجدول تم تقليص الرقم 205 إلى 199 في انتخابات عام 2012 حيث خسر الحزب 41 من أصل 199 مقعدًا كان يدافع عنها في تلك الليلة مما جعله يحصل على 158 مقعدًا.
في انتخابات عام 2013 في أنجليسي فاز الحزب بـ12 مقعدًا ارتفاعًا من 6 مقاعد فاز بها في عام 2008 (على الرغم من التغييرات الكبيرة في الحدود وانخفاض العدد الإجمالي للمقاعد من 40 إلى 30).
وتستند أرقام عام 2017 على التغييرات التي طرأت على انتخابات عامي 2012 و2013. (ومن هنا جاء التباين الطفيف في نسبة الزيادة).

### مفوضي الشرطة والجريمة
| انتخاب | ويلز              | ويلز      | ويلز      | +/–       |
| انتخاب | التصويتات الأولية | %         | المقاعد   | +/–       |
| ------ | ----------------- | --------- | --------- | --------- |
| 2012   | لم يتنافس         | لم يتنافس | لم يتنافس | لم يتنافس |
| 2016   | 228,334           | 23.7%     | 2 / 4     |           |
| 2021   | 247,518           | 23.2%     | 1 / 4     | ▼ 1       |
| 2024   | 92,063            | 23.3%     | 1 / 4     |           |

### البرلمان الأوروبي
| انتخاب | ويلز    | ويلز | ويلز    | +/– |
| انتخاب | الأصوات | %    | المقاعد | +/– |
| ------ | ------- | ---- | ------- | --- |
| 1979   | 83,399  | 11.7 | 0 / 4   |     |
| 1984   | 103,031 | 12.2 | 0 / 4   |     |
| 1989   | 115,062 | 12.9 | 0 / 4   |     |
| 1994   | 162,478 | 17.1 | 0 / 5   |     |
| 1999   | 185,235 | 29.6 | 2 / 5   | ▲ 2 |
| 2004   | 159,888 | 17.1 | 1 / 4   | ▼ 1 |
| 2009   | 126,702 | 18.5 | 1 / 4   |     |
| 2014   | 111,695 | 15.3 | 1 / 4   |     |
| 2019   | 163,928 | 19.6 | 1 / 4   |     |

## التحالف الأوروبي الحر
يحتفظ حزب بلايد بروابط قوية مع الحزب الوطني الاسكتلندي (SNP) حيث يتعاون نواب الحزبين بشكل وثيق مع بعضهم البعض. فهم يعملون كمجموعة برلمانية واحدة داخل وستمنستر وكانوا مشاركين في حملات مشتركة تحت راية "التحالف السلتي" خلال الانتخابات العامة في عامي 2001 و2010. حيث يعد كل من بلايد والحزب الوطني الاسكتلندي إلى جانب ميبيون كيرنو من كورنوال أعضاء في التحالف الحر الأوروبي (EFA) وهو حزب سياسي أوروبي شامل للأحزاب السياسية الإقليمية والاستقلالية والمؤيدة للاستقلال في جميع أنحاء أوروبا. كما يتعاون تحالف الخضر الأوروبي الحر مع حزب الخضر الأوروبي الأكبر لتشكيل المجموعة السياسية الخضر-تحالف الخضر الأوروبي الحر في البرلمان الأوروبي على الرغم من أن المملكة المتحدة لم تعد عضوًا في الاتحاد الأوروبي.

## روابط خارجية
- الموقع الرسمي